# Hubert Wilkins
Sir George Hubert Wilkins född 31 oktober 1888 i Netfield Australien död 30 november 1958, var en australiensk polarforskare, militär, fotograf och flygare.

## Biografi
Wilkins växte upp i Hallett i South Australia, som yngst bland 13 syskon. Hans föräldrar drev ett jordbruk med fårbesättning. Som tonåring tog han sig till Adelaide där han lyckades få jobb vid en ambulerande (kringresande) biograf. Efter att ha rest Australien runt med filmförevisningar försökte han studera vid University of Adelaide. Han tog musiklektioner för Frederick Bevan 1907 och en kort tid försökte han studera gruvbrytning vid South Australian School of Mines, men båda försöken slutade utan examen. Han söker sig till Port Adelaide för att hitta ett fartyg som ska till Europa. Resan slutar för hans del i Algeriet där han blir avkastad. Med hjälp av en muslimsk flicka lyckas han fortsätta resan till London. Under 1910 genomgår han flygutbildning utan att klara den obligatoriska examen, men "vem behöver papper på flygkunskap om man klarar av det", resonerar han. Därefter fortsätter han med att praktiskt lära sig flyga vätgasballong. Under flygningarna insåg han möjligheten att med en kamera kunna dokumentera stora områden. 1911-1912 anställdes han som fotograf vid Gaumont Film Company för att fotografera det turkisk-bulgariska kriget 1912. Under en ballonguppstigning blev han den förste att med filmkamera spela in rörliga bilder från luften. Under kriget togs han till fånga men lyckades prata sig ur sin belägenhet. Hans kunskaper som fotograf gav honom tillträde till ett par expeditioner till Arktis. Bland annat var han med i Vilhjálmur Stefánssons kanadensiska expedition 1913. När Stefánsson drabbades av problem 1914 promenerade han tre hundra kilometer genom islandskapet för att undsätta honom.
Sedan första världskriget hade brutit ut, återvände han till Australien där han anslöt sig till armén. Han placerade i Frankrike som krigsfotograf. Mellan 1917 och 1918 arbetade han tillsammans med historiken C.E.W. Bean vid Australian War Records Section med att dokumentera arméns krigshistoria. Under arbetet sårades han ett antal gånger, och drabbades av anfall med senapsgas. Han tilldelades Military Cross två gånger. Tillsammans med Charles Bean återvände han 1919 till Gallipoli för att dokumentera följderna av de historiska fältslagen.
1923 inledde han en studie av norra Australien för British Museum räkning. När hans arbete publicerades möttes han av stort motstånd i Australien för sin positiva beskrivning av urbefolkningen. Hans intresse för att sätta upp en egen Arktisexpedition tar honom 1925 till Norge, där han försöker köpa Roald Amundsen flygbåt N-25 för en flygning mellan Alaska och Spetsbergen, men Amundsen vill inte sälja flygbåten till Wilkins.

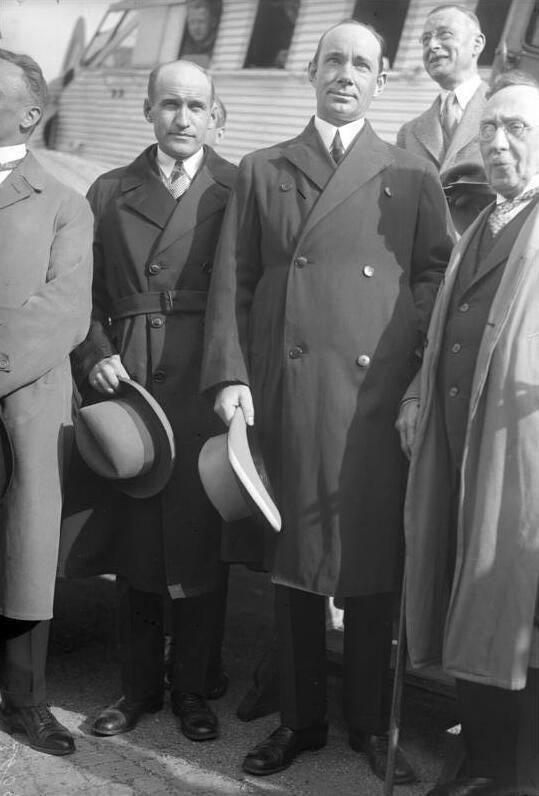
George Hubert Wilkins före avfärden mot Antarktis.

När Wilkins från sitt hotellfönster i San Francisco 1927 ser testflygningarna med Lokheed Vega blir han så imponerad att han kontaktar Allan Loughead för att få närmare information om flygplanets prestanda. Han beställer omgående ett specialutrustat flygplan för en arktisk flygexpedition. Tillsammans med piloten Carl "Ben" Eielson startade han 22 april 1928 efter tre veckors väntan på bra väder en transarktisk flygning från Point Barrow Alaska till Spetsbergen Norge med en mellanlandning i Grant Land på Ellesmere Island.
Under första delen av flygningen var vädret klart, men när man flugit några timmar bildades det moln som man tvingades runda. Efter mellanlandningen i Grant Land mötte man dåligt väder över Grönland med häftigt regn. Desperat försökte man bestämma sin position för att kunna räkna ut om bränslet skulle räcka till slutmålet. Plötsligt såg man två bergstoppar och genom ett hål i molnet. Då flög Eielson ner mot den snötäckta marken för att landa. På grund av åska tvingades man vara kvar på platsen i fem dagar innan man äntligen, efter att ha skottat fram flygplanet och röjt upp ett startfält, åter var i luften. Väl i luften såg man radiomasterna i Green Harbor på Spetsbergen. Efter mindre än en halvtimme landade man vid slutmålet efter att tillbringat 20 och en halv timme i luften och fem dagar på marken med slutmålet inom synhåll. Deras flygning över Arktis räknades som en av de största flyghändelserna i flyghistorien och Wilkins adlades av Kung George, medan Eilson fick ta emot Distinguished Flying Cross av President Hoover. Under firandet av sin flygbragd träffade han skådespelaren Suzanne Bennett. Mötet resulterade senare i ett bröllop 1929.
För att täcka båda polerna planerar han en flygning över Antarktis. Med ekonomiskt stöd från William Randolph Hearst beställer han ett lågvingat Lockheed Explorer sjöflygplan, men han ändrar sig och väljer att använda samma typ av flygplan som vid den arktiska flygningen. Man utrustar en högvingad Vega med flottörer och extra bränsletankar. Med flygplanet inleder han och Eielson flygningarna i Antarktis i december 1928. Här försöker man dokumentera så mycket okänd terräng som möjligt, under flygningarna uppkallar man ett berg till Lockheed Mountain efter flygplanet samt ett område till Hearst Land efter sponsorn.
1931 ledde han den misslyckade expeditionen till Nordpolen med den amerikanska ubåten USS Nautilus. Trots att man inte nådde fram till målet, bevisade man att en färd under istäcket var möjlig. Sedan han hade avlidit 1958, kremerades hans stoft och askan fördes av US Navy till Nordpolen ombord på ubåten USS Skate, där den gravsattes 17 mars 1959.